# Jerzy Chruściński
Jerzy Chruściński (ur. 9 kwietnia 1956 roku w Gliwicach) – polski muzyk i kompozytor, głównie muzyki teatralnej, związany od początku z Teatrem Witkacego w Zakopanem.
Urodził się 9 kwietnia 1956 roku w Gliwicach w rodzinie Tadeusza i Józefy z domu Kryszczyk. Absolwent I Liceum Ogólnokształcącego w Gliwicach (1975), a także Państwowej Szkoły Muzycznej I i II stopnia w Gliwicach w klasie fortepianu i fletu (1976). W latach 1977–1982 studiował na Akademii Muzycznej w Katowicach na wydziale Teorii, Kompozycji i Dyrygentury. 

## Działalność zawodowa
Od powstania Teatru Witkacego w Zakopanem był kierownikiem muzycznym, komponując muzykę do ponad 100 spektakli. Dodatkowo sprawował funkcję zastępcy Dyrektora w latach 1990–1995 i ponownie od 2000 do 2018 roku. Jako współtwórca spektakli, często angażował się w ich realizację także jako aktor. Tworzył również muzykę dla Teatru im. Modrzejewskiej w Legnicy, Teatru im. Norwida w Jeleniej Górze, Teatru im. Szaniawskiego w Wałbrzychu, Białostockiego Teatru Lalek, Teatru Dramatycznego im. A. Węgierki w Białymstoku, Teatru Nowego w Zabrzu, Teatru im. W. Bogusławskiego w Kaliszu oraz Teatru Ludowego w Krakowie. Jest także twórcą ścieżki dźwiękowej do telewizyjnego filmu „Cudownie ocalony” z 2004 roku. W uznaniu dla swojej pracy otrzymał nagrodę na XXXII Opolskich Konfrontacjach Teatralnych - Klasyka Polska 2007 (kwiecień 2007) za muzykę do spektaklu „Dzień Dobry Państwu - Witkacy” i odznakę honorową „Zasłużony dla kultury polskiej” w 2008 r. W 2022 r. zagrał w filmie Broad Peak. Twórca ścieżki dźwiękowej do 52 odcinków serii filmów animowanych Wierszyki Domowe do wierszy Michała Rusinka o tym samym tytule. Muzyka teatralna Jerzego Chruścińskiego została utrwalona na kilkunastu płytach CD.
Żonaty z Aliną z domu Gosk, ma dwie córki: Anetę i Magdalenę.

## Nagrody i wyróżnienia
- Odznaka honorowa „Zasłużony dla kultury polskiej” (2008)[4]